# Marta García
Marta García López (Dénia, 2000. augusztus 9.–) spanyol autóversenyző, aki a 2023-as F1 Academy bajnoka.

## Pályafutása

### Gokart
Karrierjét 10 évesen kezdte meg gokartozással. 2013-ban a spanyol gokart-bajnokság KF3 kategóriájában versenyzett, ahol a 2. helyet szerezte meg. Ugyanezt az eredményt megismételte egy évvel később a KFJ kategóriában. 2015-ben megnyerte a CIK-FIA gokart akadémia-kupát.

### Formula–4
2016-ban csatlakozott a Spanyol Formula–4-bajnokság mezőnyéhez a Drivex csapatával. Mivel vendégversenyzőként vett részt a versenyeken, ezért nem volt jogosult pontszerzésre. A következő idényt az MP Motorsport alakulatával teljesítette. 70 pontot szerzett a szezon során, ami a 9. pozícióhoz volt elég. Ebben az évben a Renault junior csapatának támogatását élvezte.

### W Series és F1 Academy
2019-től 2022-ig a W Series-ben versenyzett. 2019-ben az első rajthelyről indulva nyerte meg a nürnbergi versenyt. Ezt az idényt a 4. helyen zárta.
2023-ban leigazolta az F1 Academy-ben versenyző Prema Racing csapata. 7 alkalommal diadalmaskodott és további 4 dobogós helyezést szerzett a szezon során, ami elég volt a bajnoki cím megszerzéséhez.

### Formula Regionális Európa-bajnokság
2023 októberében hivatalossá vált, hogy a Formula Regionális Európa-bajnokságban folytatja karrierjét a Prema csapatánál. Áprilisban bejelentette, hogy nem a Premával, hanem az Iron Dames csapatával indul. A szezont a 28. helyen fejezte be pont nélkül.

### GT versenyzés
2024. augusztus 19-én az Iron Dames bejelentette, hogy García debütál a GT-versenyeken a Ligier European Series-ben. Az első futamán a második helyen végzett, de egy büntetés miatt az ötödik helyre sorolták vissza. A második futamot megnyerte, és mindkét futamban a leggyorsabb körrel ért célba. Az szezonzáró forduló mindkét versenyén a harmadik helyen végzett.

## Eredményei

### Karrier összefoglaló
| Szezon | Bajnokság                           | Csapat                 | Verseny | Győzelem | Pole | Leggyorsabb kör | Dobogós helyezés | Pont | Helyezés |
| ------ | ----------------------------------- | ---------------------- | ------- | -------- | ---- | --------------- | ---------------- | ---- | -------- |
| 2016   | Spanyol Formula–4-bajnokság         | Drivex                 | 11      | 0        | 0    | 0               | 0                | 0    | Hn†      |
| 2017   | Spanyol Formula–4-bajnokság         | MP Motorsport          | 20      | 0        | 0    | 0               | 0                | 70   | 9.       |
| 2017   | SMP Formula–4-bajnokság             | MP Motorsport          | 3       | 0        | 0    | 0               | 0                | 8    | 17.      |
| 2019   | W Series                            | Hitech GP              | 6       | 1        | 1    | 0               | 2                | 66   | 4.       |
| 2021   | W Series                            | Puma W Series Team     | 7       | 0        | 0    | 0               | 1                | 21   | 12.      |
| 2022   | W Series                            | CortDAO W Series Team  | 7       | 0        | 1    | 0               | 1                | 45   | 6.       |
| 2023   | F1 Academy                          | Prema Racing           | 21      | 7        | 5    | 6               | 12               | 278  | 1.       |
| 2024   | Formula Regionális Európa-bajnokság | Iron Dames             | 20      | 0        | 0    | 0               | 0                | 0    | 28.      |
| 2024   | Ligier European Series - JS2 R      | Iron Dames by M Racing | 4       | 2        | 0    | 3               | 2                | 71   | 8.       |

### Teljes Spanyol Formula–4-bajnokság eredménylistája
(Táblázat értelmezése)

(Félkövér: pole-pozícióból indult; dőlt: leggyorsabb kört futott) 

| Év   | Csapat        | 1        | 2       | 3       | 4        | 5         | 6        | 7       | 8       | 9       | 10      | 11        | 12       | 13        | 14       | 15      | 16       | 17      | 18       | 19      | 20      | Helyezés | Pont |
| ---- | ------------- | -------- | ------- | ------- | -------- | --------- | -------- | ------- | ------- | ------- | ------- | --------- | -------- | --------- | -------- | ------- | -------- | ------- | -------- | ------- | ------- | -------- | ---- |
| 2016 | Drivex        | NAV 1    | NAV 2   | NAV 3   | ALC 1    | ALC 2     | ALC 3    | ALG 1   | ALG 2   | ALG 3   | VAL 1 5 | VAL 2 5   | VAL 3 6  | CAT 1 5   | CAT 2 6  | JAR 1 8 | JAR 2 8  | JAR 3 7 | JER 1 5  | JER 2 7 | JER 3 5 | Hn†      | 0    |
| 2017 | MP Motorsport | ALC 1 10 | ALC 2 6 | ALC 3 6 | NAV1 1 9 | NAV1 2 12 | NAV1 3 7 | CAT 1 8 | CAT 2 9 | JER 1 6 | JER 2 5 | JER 3 13† | NAV2 1 7 | NAV2 2 10 | NAV2 3 6 | NOG 1 8 | NOG 2 10 | NOG 3 7 | EST 1 11 | EST 2 9 | EST 3 8 | 9.       | 70   |

### Teljes W Series eredménylistája
(Táblázat értelmezése)

(Félkövér: pole-pozícióból indult; dőlt: leggyorsabb kört futott) 

| Év   | Csapat                | 1       | 2       | 3      | 4      | 5     | 6      | 7       | 8       | Helyezés | Pont |
| ---- | --------------------- | ------- | ------- | ------ | ------ | ----- | ------ | ------- | ------- | -------- | ---- |
| 2019 | Hitech GP             | HOC 3   | ZOL 4   | MIS 6  | NOR 1  | ASS 9 | BRH 8  |         |         | 4.       | 66   |
| 2021 | Puma W Series Team    | RBR1 Ki | RBR2 12 | SIL 12 | HUN 7  | SPA 3 | ZAN 18 | COA1 15 | COA2 Ni | 12.      | 21   |
| 2022 | CortDAO W Series Team | MIA1 11 | MIA2 9  | CAT 6  | SIL 18 | LEC 6 | HUN 4  | SIN 3   |         | 6.       | 45   |

### Teljes F1 Academy eredménylistája
(Táblázat értelmezése)

(Félkövér: pole-pozícióból indult; dőlt: leggyorsabb kört futott) 

| Év   | Csapat       | 1     | 2       | 3       | 4       | 5       | 6       | 7       | 8     | 9     | 10       | 11    | 12      | 13    | 14      | 15      | 16      | 17      | 18      | 19    | 20       | 21    | Helyezés | Pont |
| ---- | ------------ | ----- | ------- | ------- | ------- | ------- | ------- | ------- | ----- | ----- | -------- | ----- | ------- | ----- | ------- | ------- | ------- | ------- | ------- | ----- | -------- | ----- | -------- | ---- |
| 2023 | Prema Racing | RBR 1 | RBR 2 7 | RBR 3 1 | CRT 1 6 | CRT 2 5 | CRT 3 1 | CAT 1 3 | CAT 2 | CAT 3 | ZAN 1 Ki | ZAN 2 | ZAN 3 4 | MON 1 | MON 2 6 | MON 3 5 | LEC 1 6 | LEC 2 1 | LEC 3 1 | USA 1 | USA 2 Ki | USA 3 | 1.       | 278  |

### Teljes Formula Regionális Európa-bajnokság eredménylistája
(Táblázat értelmezése)

(Félkövér: pole-pozícióból indult; dőlt: leggyorsabb kört futott) 

| Év   | Csapat     | 1        | 2        | 3        | 4        | 5        | 6        | 7        | 8        | 9        | 10       | 11       | 12       | 13       | 14       | 15       | 16       | 17       | 18       | 19       | 20       | Helyezés | Pont |
| ---- | ---------- | -------- | -------- | -------- | -------- | -------- | -------- | -------- | -------- | -------- | -------- | -------- | -------- | -------- | -------- | -------- | -------- | -------- | -------- | -------- | -------- | -------- | ---- |
| 2024 | Iron Dames | HOC 1 24 | HOC 2 25 | SPA 1 21 | SPA 2 15 | ZAN 1 24 | ZAN 2 22 | HUN 1 20 | HUN 2 Ki | MUG 1 31 | MUG 2 27 | LEC 1 18 | LEC 2 20 | IMO 1 23 | IMO 2 17 | RBR 1 23 | RBR 2 14 | CAT 1 29 | CAT 2 24 | MNZ 1 20 | MNZ 2 24 | 28.      | 0    |